# 大卫·李嘉图
大卫·李嘉图（英語：David Ricardo；1772年4月18日—1823年9月11日），英国政治经济学家，对经济学作出了系统的贡献，獲认为是最有影响力的古典经济学家，也是成功的商人、金融和投机专家，并且积累了大量财产。劍橋大學於1951-1973年間出版了李嘉图通信與著作全集共11冊，由皮耶羅·斯拉法編輯。

## 生平

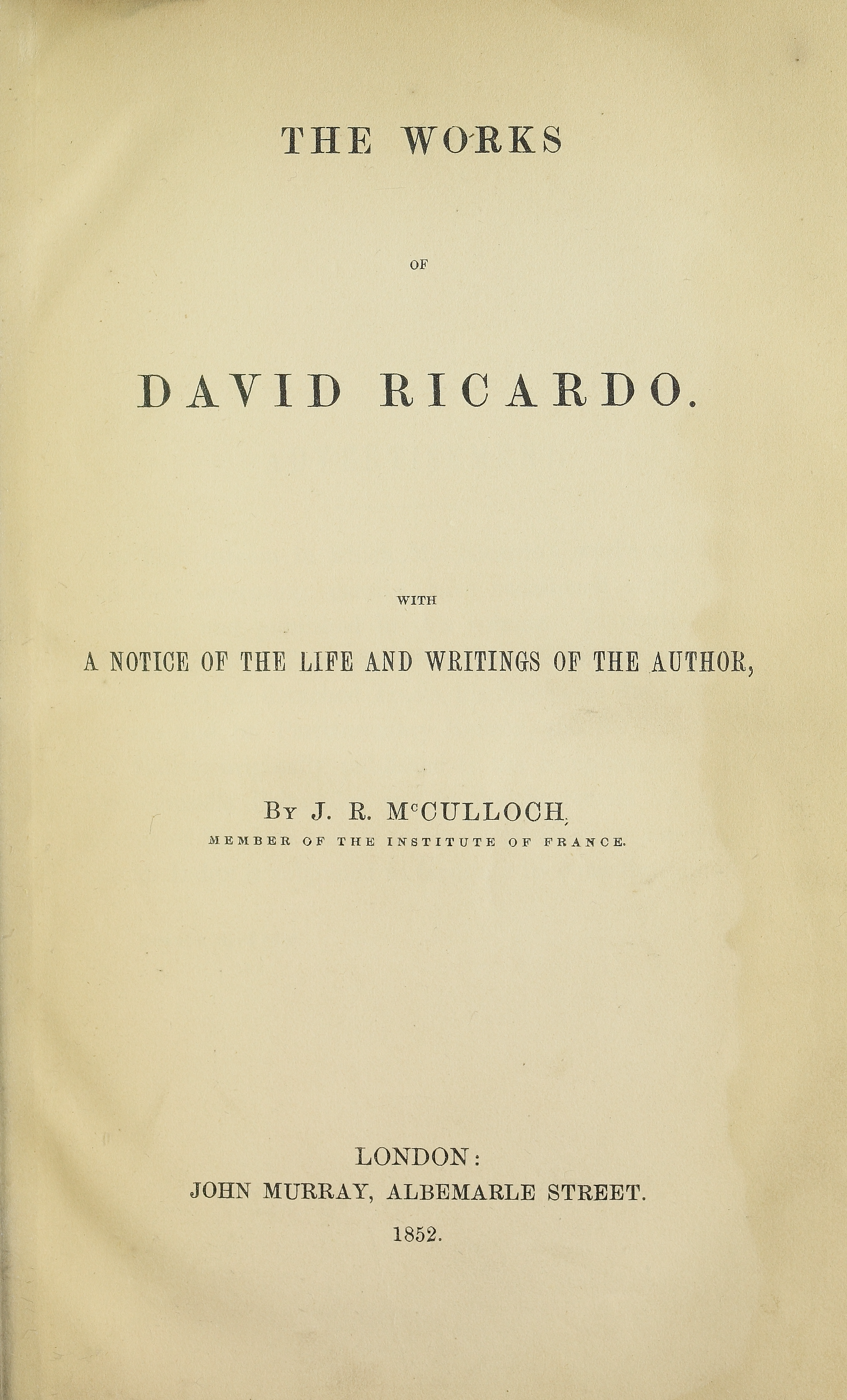
Works, 1852

李嘉图出生于伦敦的犹太移民家庭，在十七个孩子中排行第三。14岁时跟随父亲进入伦敦证券交易所学习金融运作，为将来在股票和房地产市场的成功奠定了基础。
1793年21岁时，拒绝了家庭的正统犹太教信仰，与贵格会信徒Priscilla Ann Wilkinson(1768年－1849年10月17日) 私奔，並於1793年12月20日結婚，导致他与近亲疏远。他的母亲很可能从此再没有与他交谈过。差不多同时，他成为了一位论派信徒。
1799年的一次乡村度假里，他阅读了亚当·斯密的《國富論》，这是他第一次接触经济学，由此对这个学科产生了兴趣。37岁的时候他完成了第一篇经济学论文，10年后他在这一领域获得了极高的声誉。
李嘉图在证券交易所的工作使他非常富有，1814年42岁时便退休了。
1819年，李嘉图在英国议会下議院购买了一个代表爱尔兰的席位。他占据这个席位直到51岁那一年他在自己的庄园去世。作为议员，李嘉图支持自由贸易和废除旨在保护英国国内农业的《谷物法》。
李嘉图的密友詹姆斯·穆勒对其政治雄心和经济学论文写作多加鼓励。其他知名友人包括马尔萨斯，他们常在协会里辩论诸如地主的社会角色之类的问题。他也是伦敦知识分子圈子的成员，后来成为马尔萨斯政治经济学俱乐部和国王俱乐部会员。

## 學術思想
李嘉圖最著名的著作是《政治經濟學及賦稅原理》，在第一章闡述了勞動價值論，然後論證了價格不反映價值。直到去世前，李嘉圖對價值論進行了持續的研究。
這本書引入了比較優勢理論。根據李嘉圖的理論，即使一個國家在所有製造業中比其他國家更加高效，它也能夠通過專注於其最擅長領域、與其他國家的進行貿易交往而獲取利益。李嘉圖認為，工資應該自由競爭，同理也不應限制從國外進口農產品。
比較優勢的好處體現在分配和增加實際收入。在李嘉圖的理論中，分配體系包括了對外貿易的影響，外貿並不直接影響利潤，因為利潤只隨工資水平變動。它對收入的影響是良性的，因為外貿不改變商品價值。
比較優勢學說構成了現代貿易理論的基石。
與亞當·斯密所見略同，李嘉圖也反對國家經濟中的貿易保護主義，特別是對農業。他相信《穀物法》——向農產品徵收關稅——會降低國內土地的產出並且使地租升高。這樣一來，大量的補貼會轉移到封建地主手裡，而遠離工業資本。因為地主傾向於將財富浪費在奢侈品上，而不是進行投資，李嘉圖相信《穀物法》會導致英國經濟停滯。 1846年，英國國會廢除了該法。
由於李嘉圖未受過高等教育，其經濟學建立於其聰穎天資和大量的商務實際經歷，與學術取向的亞當斯密有非常不同的哲學觀點，故他並沒有亞當斯密樂觀的「公私利調和論」觀點，而是精闢無顧忌的分析階級之間的利益衝突與分配．
另外一個與李嘉圖有關的思想是“李嘉圖等式”：在某種情況下一個政府應該如何支付其開銷（即稅收、發行債券或財政赤字）的選擇對於經濟沒有影響。
李嘉圖發展了有關地租、工資和利潤的理論。

### 工資理論
李嘉圖認為，從長期來看，價格反映了生產成本，可稱之為“自然價格”。自然價格中的人力成本，是勞動者維生所需的花費。如果工資反映人力成本，那麼工資必須保持在可以維生的水平。然而，由於經濟的發展，工資水準會高於勉強維生的水準。

#### 相對工資
李嘉圖認為一國的產品要以地租、利潤、和工資的名義分配給三個主要社會階級。產品在三個階級間的分配比例在不同社會階段中是不同的。要正確判斷地租率、利潤率和工資率，不能根據某一階段所獲得的絕對數量，而應根據所得的相對數量，也就是根據製造這種產品所需的勞動量。

### 利潤理論
李嘉圖認為，實際工資的增加會導致實際利潤的降低，因為貨物銷售的毛利可分為工資和淨利兩個部分。在論文《論利潤》中他寫道：“利潤取決於工資的高低，工資取決於生活必需品的價格，生活必需品的價格取決於食品的價格。”

### 李嘉圖與社會主義
李嘉圖認為勞動才是測度價值與價格的最佳尺度，提出勞動價值理論，影響了「早期社會主義」和後來卡尔·马克思的剩餘價值學說。